# Sjögren (espingarda)
A Espingarda de Inércia Sjögren é uma espingarda semiautomática calibre 12 que foi projetada pelo inventor sueco Carl Axel Theodor Sjögren, inicialmente fabricada pela AB Svenska Vapenoch Ammunitionsfabriken na Suécia e depois pela Håndvåbenværkstederne Kjøbenhavn na Dinamarca.  Utilizava um sistema de inércia posteriormente revivido pela empresa italiana Benelli e hoje amplamente utilizado em espingardas.
Um pequeno número de fuzis militares semiautomáticos no calibre 7,62×63mm foram baseados no Mauser sueco usando o sistema da Sjögren, alimentados por carregadores internos de sete cartuchos, também foram construídos e testados por potenciais compradores, mas não encontraram mercado.